# Розщеплення его
Розщеплення, яке також називають бінарним мисленням, дихотомічним мисленням, чорно-білим мисленням, мисленням «усе або нічого» або мисленням у крайнощах, — це нездатність мислення людини об’єднати дихотомію як сприйнятих позитивних, так і негативних якостей в єдине, реалістичне ціле. Це звичайний захисний механізм, при якому людина схильна думати в крайнощах (наприклад, дії та мотивація людини є цілковито хорошими або цілковито поганими без середини). Такому дихотомічному тлумаченню протиставляється визнання певних нюансів, знаних як «відтінки сірого». Розщеплення може охоплювати різні контексти, оскільки люди, які використовують цей захисний механізм, можуть «розщеплювати» уявлення про свій розум, власну особистість та особистості інших людей. Розщеплення спостерігається при розладах особистості кластера B, таких як прикордонний розлад особистості та нарцисичний розлад особистості, а також при шизофренії та депресії. У дисоціативному розладі ідентичності термін розщеплення вживають для позначення розщеплення змін особистості.
Розщеплення вперше описав Рональд Фейрберн у своєму формулюванні теорії об’єктних відносин у 1952 році; воно починається як нездатність немовляти поєднати повноцінні аспекти батьків (хороший об’єкт) і їхні аспекти, що не реагують (незадовільний об’єкт) в одних і тих самих індивідуумів, натомість сприймаючи хороше і погане як окремі. У психоаналітичній теорії воно функціонує як захисний механізм. Цей механізм також  описав Іполит Тен 1878 року як розщеплення его. Він описував це як існування двох думок, волі та окремих дій одночасно в одній людині, яка усвідомлює одну частину свідомості, не усвідомлюючи іншу.

## Механізм
Розщеплення людей, ідей і речей на категорії або «хороших» або «поганих» зазвичай спостерігається в дитинстві, але «очікується, що воно відступить, коли дитина розвине здатність розуміти, що основні піклувальники одночасно мають і хороші, і погані якості».
Людина часто сприймає те, що суперечить її уявленню про себе чи близьку людину, як неприйняття або зневагу, уявну спробу ізолювати чи покинути її, або навіть відчуття небажаного потягу. Теорії психоаналізу висувають ідею, що ідеалізація та знецінення означають наявність поляризації не лише в моделі «Я» індивіда, але й у його сприйнятті інших.
Доведено, що люди з прикордонним розладом особистості (BPD) інтерпретують соціальне схвалення як виверт або обман. Вони також можуть бути менш чутливими до вербальної іронії через негативну упередженість у тлумаченні неоднозначної інформації. Особи з прикордонним розладом особистості  також можуть вірити, що їх покинуть, якщо вони довірятимуть комусь зі свого оточення.
Така людина відчуватиме виклик через цей дискомфорт, оскільки він пов'язаний із її самосприйняттям, і сформує наратив, щоб пояснити та проєктувати цей дискомфорт, повністю покладаючи провину на іншого. Схильність до відторгнення, до гіперчутливості, труднощі у встановленні та підтримці стабільного й адекватного рівня довіри в міжособових стосунках, а також часте хибне тлумачення соціальних сигналів значною мірою сприяють здатності людини з прикордонним розладом особистості знаходити «підтвердження» для свого процесу знецінення. Воно може посилюватися під час професійного чи особистого стресу, оскільки спричинена стресом параноя є визнаною діагностичною ознакою межового розладу особистості. Розщеплення також може призвести до диспозиційних і ситуаційних атрибутів дій інших. Це означає, що як хороша поведінка гарної людини, так і погана поведінка несхвально сприйнятої людини розглядаються як диспозиційні характеристики. Однак погана поведінка «хорошої» людини сприймається як ситуативна і пояснюється такими факторами, як стрес або сп’яніння.
Тоді людина знецінить особу, яку вона колись ідеалізувала. Часто тоді процес розщеплення стає поведінковим, і суб’єкт часто раптово накидається або припиняє контакт з особою, яку він знецінював, викликаючи великий внутрішній конфлікт і страждання в групі. Щоб запобігти уявному осуду з боку інших, суб’єкт часто бере участь у стадії виправдання своїх дій, переконуючи оточення у справедливості своїх претензій щодо того, що знецінена сторона цілковито погана, а він сам є суто жертвою.
Для людей із розладами особистості кластера B це часто передбачає прикрашання або вигадування образ, які викликають емоційну реакцію оточення, яка, на їхню думку, відповідає їхньому власному стражданню через ситуацію. Що цінніший соціальний зв'язок, який вони намагаються зберегти, або що вища їхня загальна потреба в соціальному прийнятті, то вища ймовірність того, що їх поведінка буде психологічно образливою. Це може спричинити сильний психологічний стрес у людини, яку вони знецінюють, і може призвести до юридичних звинувачень у зловживанні чи наклепі.
Розщеплення також впливає на самооцінку, оскільки дихотомічне мислення «добре або погано» застосовується до власного образу людини та її самосприйняття.

## Управління
Для близьких людей із прикордонним розладом особистості існує кілька, здавалося б, суперечливих факторів, які необхідно збалансувати:
- Конфіденційність суб’єкта проти пошуку зовнішньої допомоги.
- Визнання емоцій суб’єкта, не схвалюючи та не заохочуючи його поведінку.
- Допомога суб'єкту орієнтуватися в епізоді, не захищаючи від наслідків його дій.

Асоціація розладів особистості Нової Англії рекомендує завжди залучати ширшу групу до обговорення проблем, не відповідати або ігнорувати погрози чи звинувачення (навіть якщо вони не відповідають дійсності) у той момент, а потім обговорювати епізод у відкритий і реалістичний спосіб, коли суб’єкт заспокоїться, і ніколи не захищати суб'єкта від соціальних чи правових наслідків його дій.
Певні труднощі виникають через перевірку емоцій і несхвалення поведінки, пов’язаної з розщепленням, оскільки близька людина людини з прикордонним розладом особистості ризикує стати співучасником проблемної поведінки та підкріпити її.
Приклади, які надали Ґандарсон і Берковіц:
- Якщо суб’єкт краде в когось, хто, на його думку, винен йому гроші, не варто захищати його від судового переслідування.
- Якщо суб’єкт нападає на іншу людину неналежним чином (фізично чи вербально), не варто потурати такій поведінці, щоб уникнути конфлікту.

Хоча раніше вважалося, що межовий розлад особистості не лікується, багато нових форм терапії було вивчено, впроваджено і вони показали, що працюють у лікуванні цього розладу.
Діалектично-поведінкова терапія (ДБТ) є найвідомішим методом лікування для тих, хто має межовий розлад особистості і кому не допомогла когнітивно-поведінкова терапія (КПТ). Цей тип терапії передбачає, що люди з прикордонним розладом особистості можуть ефективніше керувати своєю взаємодією з іншими, набуваючи навичок, які краще допомагають їм справлятися зі стресом, регулювати емоції та мати якісні стосунки. Ця терапія охоплює одну годину індивідуальної терапії щотижня, двогодинний груповий тренінг, спілкування поза сеансами та консультаційну групу, створену для терапевта.
Лікування на основі менталізації (ЛнОМ) — це терапія, яка передбачає, що симптоми в осіб із прикордонним розладом особистості формуються, коли пацієнт припиняє менталізацію, тобто він перестає раціонально думати про емоції у своїй свідомості та свідомості інших. Це призводить до того, що люди відриваються від реальності і діють, спираючись на впевненість у своїх уявленнях про мотиви інших. Лікування на основі менталізації зміцнює здатність людини працювати в умовах стресу прив’язаності. Терапевти заохочують пацієнтів занурюватися у свої емоційні та нереалістичні думки й дії з більш заземленим та відкритим ставленням і мисленням.  Лікування на основі менталізаці заохочує індивідів думати в гіперактивному стані свого розуму, а не на основі внутрішньо засвоєних уявлень про світ. Ця терапія охоплює 50 хвилин щотижня індивідуальної терапії, 75 хвилин групової терапії та зустріч команди, на якій обговорюється, як члени команди справляються зі своєю менталізацією.
Трансферно-орієнтована психотерапія — це терапія, яка зосереджена на міжособистісній динаміці життя людей і на тому, що відбувається під час їхніх емоційних станів. Їхня міжособистісна динаміка виявляється під час терапії та пізніше вивчається, щоб визначити, які розщеплення на хороше і погане можуть вплинути на особисте життя людей. Цей механізм допомагає людям досягти більш збалансованого мислення про себе та інших. Трансферно-орієнтована психотерапія передбачає два сеанси терапії щотижня без присутності групової терапії.
Схема-терапія — це тип когнітивної терапії, яка зосереджується на структурних змінах, які можуть відбутися в житті людини. Вона передбачає дві щотижневі терапевтичні сесії, під час яких терапевт проводить поведінкові, експериментальні та когнітивні практики, які зосереджуються на повсякденному житті людини та діяльності, що відбувається у ньому, зокрема на будь-якому минулому травматичному досвіді, який міг мати місце. Ця терапія працює, змінюючи спосіб негативного мислення та віри людини на більш здоровий і функціональний спосіб мислення.
Загальне психіатричне лікування зосереджується на житті людей поза будь-якою терапією, яку вони можуть отримати. Воно надає пріоритет їхній здатності нормально функціонувати у стосунках і соціальному функціонуванні. Обговорюючи індивідуальні симптоми та прогноз, терапевти можуть створити план лікування. Загальне управління лікуванням зазвичай не передбачає більше одного щотижневого сеансу та має на меті покращити функціональність шляхом залучення людини до повсякденного життя з розрахунком, що людина працюватиме над тим, як справлятися самостійно.

## Стосунки
Розщеплення породжує нестабільність у стосунках, оскільки одну людину розглядають або як персоніфіковану чесноту, або як персоніфіковану ваду в різний час, залежно від того, задовольняє вона потреби суб’єкта чи розчаровує його. Це, разом із подібними коливаннями у досвіді та оцінці себе, призводить до хаотичних і нестабільних моделей стосунків, дифузії ідентичності та перепадів настрою. Терапевтичному процесу ці коливання можуть значною мірою перешкоджати, тому що терапевта теж можуть сприймати як хорошого або поганого. Щоб спробувати подолати такий негативний вплив на результати лікування, необхідні постійні інтерпретації терапевта.
Розщеплення сприяє нестабільним стосункам і сильним емоційним переживанням. Розщеплення часто зустрічається в підлітковому віці, але вважається тимчасовим. Особливо це спостерігали в осіб з діагнозом межового розладу особистості. Стратегії лікування були розроблені для індивідів та груп на основі ДБТ, а також для пар. Існують також книги для самодопомоги на відповідні теми, такі як уважність і емоційна регуляція, які вважають корисними для людей, що борються з наслідками розщеплення. Вважається, що страх зазнати соціальних наслідків розщеплення спонукає людей із прикордонним розладом особистості уникати соціальних чи романтичних стосунків із тими, кого вони вважають критичними та/або схильними до асертивної чи агресивної поведінки, і, навпаки, шукати людей, яких вони вважають пасивними.
Багато людей у стосунках із людьми, які борються з розщепленням, стверджували, що вони почуваються ніби «навшпиньки» у своїх стосунках, оскільки є постійне почуття обов’язку та занепокоєння, що їхній партнер зазнає розщеплення і почне сприймати їх як «погану людину». Через труднощі з міжособистісною ідентичністю та низькою самооцінкою індивіди висловлюють потребу постійно отримувати підтвердження та бути впевненими, що їх партнер розуміє їх. Гіперчутливість є однією з рис межового розладу особистості, яка змушує людей як ідеалізувати, так і знецінювати тих, хто їх оточує, через страх відторгнення. Це також проявляється у потребі людини в близькості, за якою слідує страх відторгнення та міжособистісна агресія. Міжособистісне відторгнення є розщепленою реакцією на почуття відторгнення, яке може виникати у людини, що призводить до проблем у дружбі та стосунках через порушення міжособистісного функціонування.

## Розлади

### Емоційно нестабільний розлад особистості
Розщеплення є відносно поширеним захисним механізмом для людей з прикордонним розладом особистості (BPD). Одним із критеріїв DSM IV-TR для цього розладу є опис розщеплення: «паттерн нестабільних та напружених міжособистісних стосунків, що характеризується чергуванням крайнощів ідеалізації та знецінення». У психоаналітичній теорії люди з прикордонним розладом особистості не здатні інтегрувати хороші та погані образи як себе, так і інших, що призводить до домінування поганого уявлення, над хорошим.
Люди з прикордонним розладом особистості особливо схильні до розщеплення, що спричиняє руйнування соціальних стосунків, оскільки вони часто прагнуть контролювати соціальні ситуації, є надчутливими до критики, схильні до параної та мають сильну потребу в соціальному прийнятті. Крім того, вони часто мають «владний, нав’язливий і мстивий стиль спілкування з іншими, пов’язаний зі здійсненням психологічної агресії», що зменшує їхню здатність вирішувати конфлікти мирним шляхом.
У КПТ нестабільність, яка характеризує межовий розлад особистості, розглядається як результат неадаптивних моделей думок, почуттів і спогадів. Поворотне розщеплення ідеалізації та знецінення є унікальною особливістю межового розладу особистості та нарцисичного розладу особистості. Розщеплення може змусити людей повірити, що вони постраждають від насильства, якщо довірятимуть комусь, що може призвести до спрощеного погляду на те, як думають і діють інші люди. Це також розглядається як занадто спрощений спосіб, у який люди з прикордонним розладом особистості тлумачать мотиви інших щодо себе та свого добробуту.

### Нарцисичний розлад особистості
Люди, які відповідають діагностичним критеріям нарцистичного розладу особистості, також використовують розщеплення як центральний захисний механізм. Найчастіше нарциси роблять це як спробу стабілізувати своє почуття позитивної самооцінки, щоб зберегти свою самооцінку, сприймаючи себе як винятково чесних або гідних захоплення, а інших, хто не відповідає їхнім вимогам чи цінностям, — як винятково злих або презирливих.
Когнітивна звичка до розщеплення також передбачає використання інших пов’язаних захисних механізмів, а саме ідеалізації та знецінення, які є превентивними установками або реакціями на нарцисичну лють і нарцисичну травму. Загострене почуття самоідеалізації під час розщеплення може створити завищене відчуття себе, коли люди вважають себе такими, що не роблять нічого поганого, і покладають всю провину та агресію на інших.
Основні компоненти нарцисичного розладу особистості охоплюють надмірну чутливість до критики через їхні ідеї про власну непогрішність, розвиток почуття права на особливе ставлення порівняно з оточенням, проблеми в особистих стосунках, відчуття своєї унікальності та відмінності, потребу, щоб ними захоплювалися, відсутність емпатії та порушення контролю над імпульсами й гнівом. Ці риси можуть змусити людину з нарцисичним розладом особистості розщеплюватися у будь-який момент з будь-якою або всіма рисами одночасно, залежно від того, хто знаходиться поруч і як вони інтерпретують ставлення до себе.

### Шизофренія
У шизофренії термін розщеплення описується як психічна фрагментація або ослаблення психічних асоціацій хворого. Хворі зазвичай мають меншу здатність отримувати інформацію суто з пам’яті та повільніше приймають фізичні та розумові рішення. Розщеплення при шизофренії, ймовірно, пов’язане зі зниженням активності мигдалини та відсутністю контролю над префронтальною корою, що може відображати нездатність виражати почуття та емоції.
На відміну від межового розладу особистості та нарцисичного розладу особистості, розщеплення при шизофренії не характеризується розщепленням его, як-от думки про все добре чи все погане, грандіозність або почуття права. Натомість розщеплення при шизофренії характеризується розщепленням свідомості, при якому людина може проявляти психопатологічні прояви через зниження психічної напруги та пригнічення мозкової діяльності. Це також може призвести до того, що люди об’єднують свої спогади, коли активність їхнього мозку і пам'ять поєднуються та накладаються, створюючи спогади, які складаються один з одного.

### Депресія
Як захисний механізм, схильність до розщеплення також може вказувати на ознаки депресії. При депресії перебільшене мислення в категоріях «все або нічого» може утворити самопідтримувальний цикл: ці думки можна назвати емоційними підсилювачами, тому що, оскільки, повторюючись, вони стають інтенсивнішими. Типові думки мислення «все або нічого»:
- Мої зусилля або увінчуються успіхом, або провалюються.
- Інші люди або цілковито хороші, або цілковито погані.
- У мене або все винятково добре, або все винятково погано.
- Якщо ти не з нами, ти проти нас[33]

### Дисоціативний розлад ідентичності
При дисоціативному розладі ідентичності розщеплення означає створення чітких змін особистості. Розвиток альтерів при дисоціативному розладі ідентичності ппов'язаний з екстремальним травмуванням, коли індивід «розщеплюється» і створює альтер-особистості як відповідь на негативні травматичні переживання.
Хоча слово розщеплення використовують у контексті як дисоціативного розладу особистості, так і межового розладу особистості, і між ними існує супутнє захворювання, визначення розщеплення не є однаковим.

## Історія

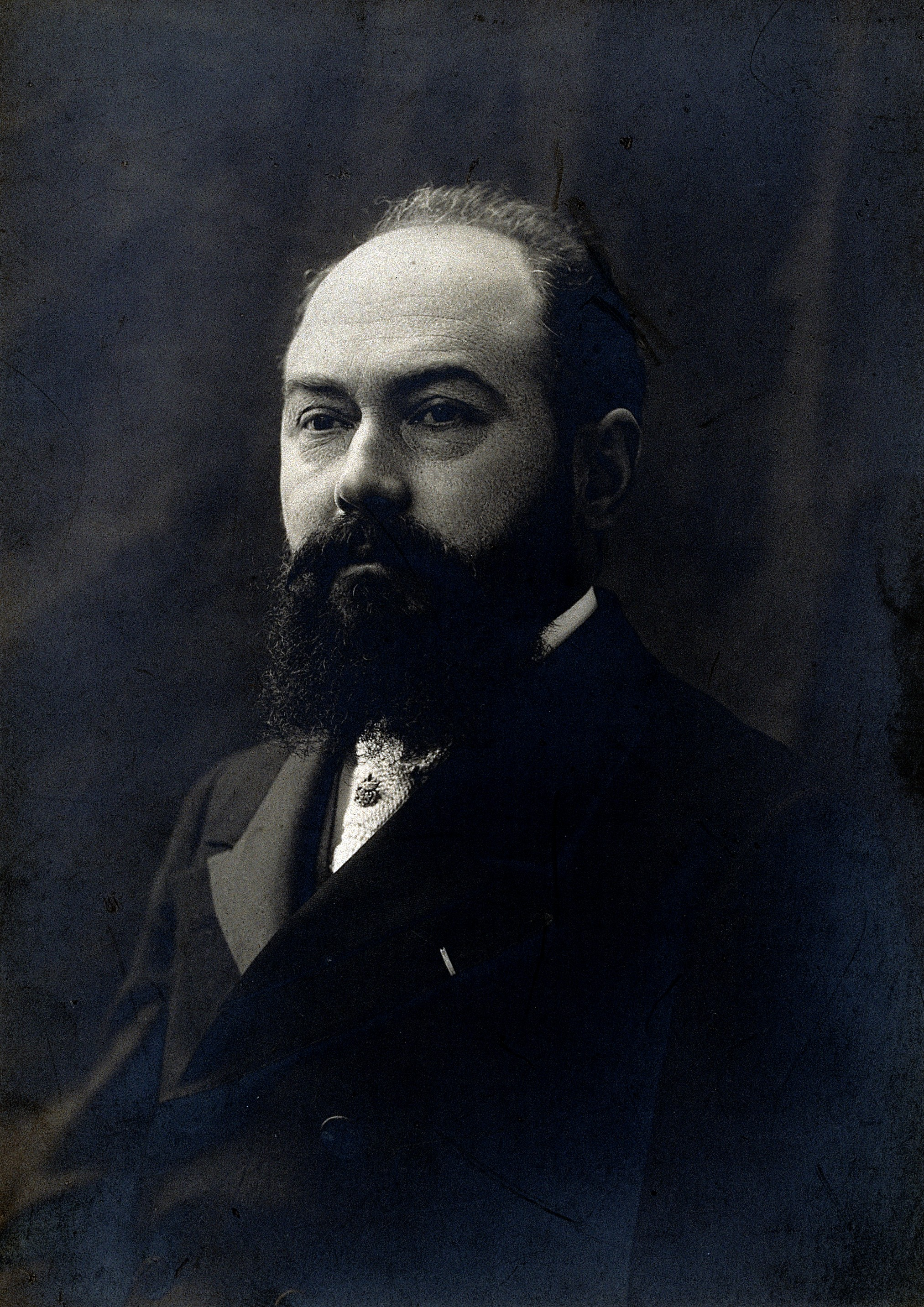
П'єр Жане

Розщеплення свідомості («нормальне Я» проти «вторинного Я») вперше описав П’єр Жане у праці De l'automatisme psychologique (1889). Його ідеї доповнив Ойген Блейлер (який 1908 року ввів слово шизофренія від давньогрецького шизо [σχῐ́ζω, "to split"]  та френ [φρήν, "mind"] ) і Зигмунд Фройд щоб пояснити, що розщеплення (нім. Spaltung) свідомості  —  не (у Джанет) як продукт вродженої слабкості, а як результат внутрішнього конфлікту. З розвитком ідеї витіснення розщеплення на кілька років відійшло на задній план у думках Фройда, здебільшого залишаючись для випадків подвійної особистості. Однак у його пізніх роботах відновився інтерес до того, як «его можливо уникнути розриву... шляхом розщеплення або поділу самого себе», тема, яка була розширена в його Нарисі психоаналізу (1940a [1938]) за межами фетишизму до невротизму взагалі.
Його донька Анна Фройд досліджувала, як у здоровому дитинстві можна уникнути розщеплення інстинктів любові та агресії.
Однак у Фройда від початку було інше використання терміну «розщеплення», яке стосувалося вирішення амбівалентності «шляхом розщеплення суперечливих почуттів таким чином, щоб одну людину лише любили, іншу лише ненавиділи». ... добра мати та зла мачуха в казках». Або, з протилежними почуттями любові та ненависті, можливо, «дві протилежності слід було розділити, а одну з них, зазвичай ненависть, придушити». Такий розподіл був тісно пов’язаний із захистом «ізоляції». ... Поділ предметів на схожі і не схожі ... роблячи «втрати зв’язку».

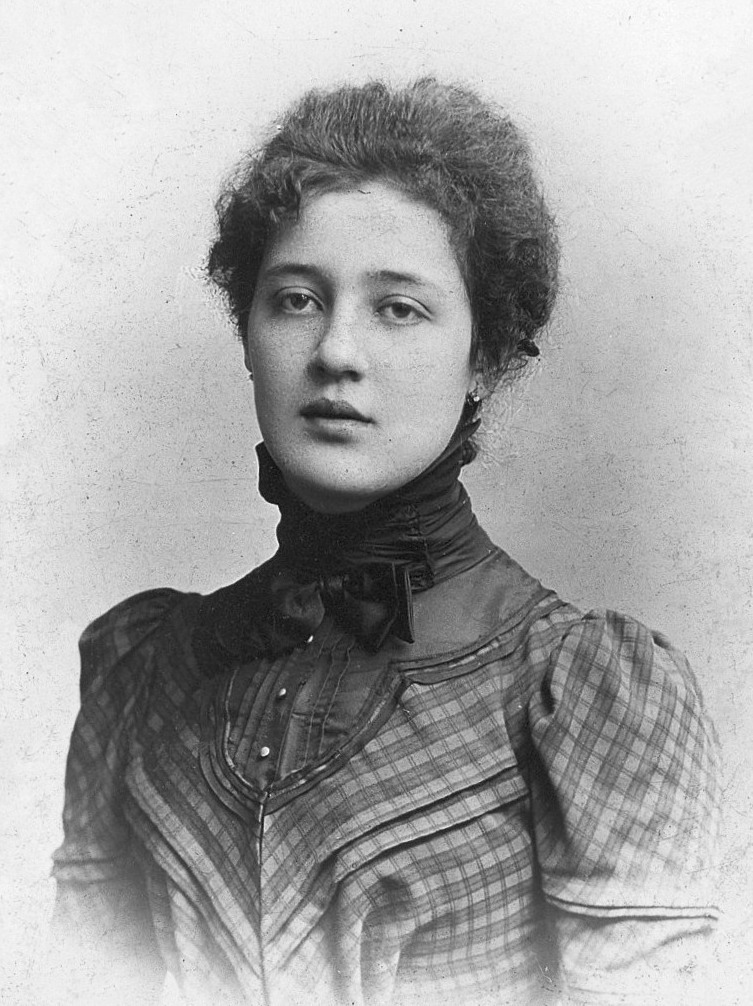
Мелані Кляйн

Мелані Кляйн переважно прийняла та використовувала останнє значення цього терміну. Після Фройда «найважливіший внесок зробила Мелані Кляйн, робота якої просвітлює ідею «розщеплення об’єкта» (Objektspaltung) (у термінах «хороших/поганих» об’єктів)». У своїй теорії об’єктних відносин Кляйн стверджує, що «найперший досвід немовляти розділений на цілком хороший досвід з «хорошими» об’єктами та цілком поганий досвід з «поганими» об’єктами, оскільки діти намагаються інтегрувати два первинні потяги — любові й ненависті — у конструктивну соціальну взаємодію. Важливим кроком у розвитку дитинства є поступова деполяризація цих двох потягів.
У тому, що Кляйн назвала параноїдально-шизоїдною позицією, існує чітке розмежування речей, які дитина любить (добрі об’єкти, що приносять задоволення), і речей, які дитина ненавидить (погані об’єкти, що викликають розчарування), «оскільки все поляризовано на крайнощі любові та ненависті, так само як те, що дитина, здається, відчуває, і маленькі діти все ще дуже близькі до цього». Кляйн звертається до хороших грудей і поганих грудей як до розщеплених психічних утворень, що є наслідком того, як «ці примітивні стани мають тенденцію деконструювати об’єкти на «хороші» та «погані» частини (так звані «часткові об’єкти»)». Дитина бачить груди протилежними за своєю природою в різний час, хоча насправді вони однакові, належать одній матері. Коли дитина дізнається, що люди та предмети можуть бути хорошими та поганими водночас, вона або прогресує до наступної фази, депресивної позиції, яка «тягне за собою стійке, хоча й хворобливе, наближення до реальності себе та інших»: інтеграція розщеплень і «здатність збалансувати [їх]». ... це завдання, які тривають у ранньому дитинстві й справді ніколи не закінчуються повністю».
Проте кляйніанці також використовують першу концепцію розщеплення Фройда, щоб пояснити, як «у спорідненому процесі розщеплення людина розділяє своє Я. Це називається "розщепленням его"». Дійсно, сама Кляйн стверджувала, що «его не здатне розщепити об’єкт — внутрішній чи зовнішній — без відповідного розщеплення, що відбувається у самому его». Принаймні можна стверджувати, що до цього моменту «ідея розщеплення не має однакового значення для Фройда та Кляйн»: для першого «его виявляється «пасивно» розщепленим. Для Кляйн та посткляйніанців, з іншого боку, розщеплення є «активним» захисним механізмом». Як наслідок, до кінця століття «чотири види розщеплення можна чітко ідентифікувати серед багатьох інших можливостей» для посткляйніанців: «когерентне розщеплення в об’єкті, когерентне розщеплення в его, фрагментація об’єкта та фрагментація его».
У моделі розвитку Отто Кернберга подолання розщеплення також є важливим завданням розвитку. Дитина має навчитися поєднувати почуття любові та ненависті. Кернберг розрізняє три різні стадії розвитку дитини щодо розщеплення:
1. Дитина не сприймає ні себе, ні об’єкт, ні добро і зло як різні сутності.
2. Добро і зло сприймаються як різні. Оскільки межі між Я та іншим ще не стабільні, інший як особистість розглядається як цілковито добре або цілковито погане, залежно від його дій. Це також означає, що думати про іншу людину як про погану означає, що я також погана, тому краще думати про опікуна як про хорошу людину, щоб себе також сприймати як хорошу: «Поєднання надзвичайно протилежних образів, повних любові та ненависті, Я та значущих інших людей викликало б нестерпну тривогу та провину»[62].
3. Розщеплення – «розподіл зовнішніх об’єктів на «цілковито хороші» чи «цілковито погані»[63] – починає вирішуватися, коли себе та іншого можна розглядати як тих, хто володіє як хорошими, так і поганими якостями. Наявність ненависних думок про іншого не означає, що Я є цілковито сповнене ненависті і не означає, що інша людина теж цілковито ненавидить.

Якщо людині не вдається задовільно виконати це завдання розвитку, може виникнути межова патологія. У межовій організації особистості Кернберг виявив «дисоційовані его-стани, які є результатом використання «розщеплених» захистів». Тоді його терапевтична робота була спрямована на «аналіз повторюваних і коливальних проєкцій небажаних уявлень про себе та об’єкти на терапевта», щоб створити «щось більш міцне, складне та всеохопне, ніж початковий, розщеплений і поляризований стан справ».

## Горизонтальні та вертикальні форми розщеплення
Гайнц Когут у своїй селф-психології підкреслив різницю між горизонтальними та вертикальними формами розщеплення.Традиційний психоаналіз розглядав витіснення як створення горизонтального бар'єра між різними рівнями розуму, так що, наприклад, неприємна правда може бути прийнята поверхнево, але заперечена в глибшій частині психіки. Когут протиставив це вертикальним розламам свідомості на дві частини з несумісними установками, розділеними взаємним запереченням.

## Перенесення
Було висловлено припущення, що інтерпретація перенесення «стає ефективною через своєрідне розщеплення его на розумну, оцінювальну частину та частину, що переживає, причому перша визнає останню недоречною в сьогоденні та такою, що походить з минулого». Зрозуміло, що «в цьому сенсі розщеплення, аж ніяк не патологічний феномен, а є проявом самосвідомості». Однак «залишається дослідити, як це бажане «розщеплення его» і «самоспостереження» відрізняти від патологічного розщеплення. ... спрямованого на збереження ізоляції».
Перенесення – це коли людина, яка переживає розщеплення, передає почуття, ставлення або захисні механізми до когось, хто знаходиться перед нею або з ким вона спілкується, але ця людина не є фактичним об'єктом або ціллю цих почуттів. Воно зазвичай виражається, коли поведінковий терапевт цілеспрямовано витягує певні почуття або тригери, щоб дозволити людині працювати над своїми емоціями.
Оскільки ці люди також мають роздвоєне его або свідомість, це може змусити їх відчувати емоції, які витягуються до людини, яка це робить, навіть якщо вони насправді це не відчувають до цієї людини.
Однак перенесення не є метою, тому що воно може перешкодити стосункам, побудованим між клієнтом і терапевтом через постійні або тимчасові почуття, які людина може відчувати до іншої людини. Ця перешкода зазвичай виникає, коли людина не розуміє концепції того, з чим він чи вона бореться. Хоча, якщо вони розуміють, процес може бути позитивним, оскільки людина може почати практикувати способи справлятися з емоціями, захистами чи фантазіями, які вона створила та спроєктувала на інших. Усе залежить від стосунків, які склалися з терапевтом через ці перешкоди, і від того, чи можна їх подолати.
Нездатність осягнути інсайт у перенесенні називається негативним перенесенням. Саме тут людина проєктує ці фантазії, емоції чи захист на свого терапевта або іншу людину і не може їх опрацювати через нездатність отримати розуміння чи по-справжньому зрозуміти свою власну боротьбу. Це може створити негативні стосунки між терапевтом і клієнтом і призвести до того, що лікування буде неефективним і шкідливим для клієнта. Однак позитивне перенесення також може виникнути, коли людина проєктує ті самі емоції, але, через те, що вона отримала розуміння своїх психічних проблем, може працювати через ці проєкції, що призводить до продуктивного, ефективного та корисного лікування.